# Дело Алевтины Хориняк
Дело Алевтины Хориняк — уголовный процесс по обвинению российского врача Алевти́ны Петро́вны Хориня́к (род. 15 октября 1942, Красноярск) за нарушение должностной инструкции посредством выписки болеутоляющего препарата онкобольному. Дело о подделке документов и незаконном обороте сильнодействующих веществ, длившееся три года (2011—2014) и завершившееся оправдательным приговором «в связи с отсутствием в действиях состава преступления», вызвало широкий резонанс в российском и мировом медицинском сообществе и общественности и послужило толчком для внесения корректировок в российское законодательство.

## Биография Хориняк
Алевтина Петровна Хориняк родилась в 1942 году в Красноярске. В 1963 году окончила медицинское училище в городе Омутнинск Кировской области, затем Красноярский медицинский университет. Двадцать три года работала фтизиатром — в онкологическом отделении Красноярской краевой клинической больницы, краевом туберкулёзном диспансере, городском туберкулёзном диспансере. После выхода на пенсию в 1994 году была приглашена работать участковым терапевтом в городскую поликлинику № 4. Десятилетия живя и работая в крае, А. П. Хориняк лечила многие семьи в четырёх поколениях, став для них домашним врачом.
В середине 1990-х годов обратилась в христианство, присоединившись к общине евангельских христиан-баптистов. Окончила врачебную деятельность в 2015 году.

### Награды и премии
Премия «The Moscow Times Awards» в номинации «Персональная социальная ответственность» (2014).

## Обстоятельства дела
В конце апреля 2009 года к А. П. Хориняк обратились родственники находящегося в терминальной стадии рака больного, у которого закончился принимаемый им постоянно обезболивающий препарат «Трамадол». Больной был прикреплён к другому участку. Проблема заключалась в том, что согласно закону инвалиду I группы полагалось бесплатное обеспечение лекарствами, но «Трамадол» по федеральной льготе в аптеках города отсутствовал, поэтому выписывать очередной льготный рецепт участковый врач не имел права. Выписка же платного рецепта, который просили родственники, являлась «нарушением прав пациента» на бесплатную медицинскую помощь в соответствии с «Программой государственных гарантий».
Получив право на бесплатное лекарство, больной утратил право на гуманное к нему отношение и снятие боли. <…> Платные рецепты федеральным льготникам государство выписывать запретило — оно стоит на страже прав своих граждан. Пусть больной сдохнет от боли, но сдохнет по инструкции, с ненарушенными правами.
Наблюдавшая семью в течение двадцати лет и в подробностях знавшая историю болезни пациента Хориняк выписала платный рецепт. Препарата в указанной дозировке в аптеке не оказалось, и на следующий день она выписала другой рецепт. В конце мая льготное лекарство появилось в аптеках, и уже лечащий врач продолжал выписку препарата пациенту до его смерти в июне 2011 года.
В июле 2011 года при проверке аптек Госнаркоконтролем рецепты обнаружились. Было возбуждено уголовное дело. Дело А. П. Хориняк рассматривалось в Октябрьском районном суде г. Красноярска, Красноярском краевом суде. В качестве соучастницы обвиняемой по делу проходила также близкая знакомая семьи больного, которая приобрела лекарство по обоим рецептам.
Подсудимым были предъявлены обвинения в «подделке <…> официального документа, предоставляющего права, в целях его использования, совершённой с целью облегчить совершение другого преступления» (ч. 2 ст. 327 Уголовного кодекса РФ) и «незаконных приобретении, хранении в целях сбыта и непосредственно в сбыте сильнодействующих веществ», совершённых «группой лиц по предварительному сговору в крупном размере» (ч. 3 ст. 234 УК РФ).
Обвинение настаивало на 9 годах тюремного заключения. В мае 2013 года Октябрьский районный суд вынес обвинительный приговор, на подсудимых был наложен штраф в размере 15 тысяч рублей. Хориняк не признала свою вину и продолжала борьбу. Вопрос для неё был не в сумме штрафа, а в доказательстве своей невиновности.
Основные доводы сторон:
- Обвинение основывалось на том, что пациенту следовало требовать препарат у врача своего участка и в случае проблем — обращаться с жалобой в Минздрав; а Хориняк могла прикрепить больного к своей поликлинике для оказания помощи. (По словам подсудимой, эти действия требовали времени, наступали майские праздники, обезболивающее же требовалось срочно.)
- Защита утверждала, что выписка препарата по медицинским показаниям — на предназначенных для рецептов бланках, заверенных личной подписью и печатью врача, выписавшего рецепт (Хориняк А. П.), а также печатью «Для рецептов» и штампом медучреждения — не может быть квалифицирована как подделка рецептов; деяние могло бы быть отнесено к преступным лишь в случае употребления препарата на немедицинские цели[13].

Судебное разбирательство продолжалось три года. 21 октября 2014 года Октябрьский районный суд г. Красноярска вынес оправдательный приговор А. П. Хориняк и второй проходившей по делу обвиняемой «в связи с отсутствием в их действиях состава преступления». После оглашения приговора врач подарила работникам суда Библию. Также суд постановил выплатить Хориняк компенсацию за незаконное уголовное преследование в размере 400 тысяч рублей.

## Общественный резонанс дела
Самое страшное, что этот случай — типичный. Сотни тысяч людей становятся жертвами лекарственного кризиса, который устроили чиновники.
Поступок А. П. Хориняк и уголовное преследование врача с 50-летним стажем за исполнение профессионального долга вызвало широкий общественный резонанс, к ситуации с труднодоступностью обезболивающих препаратов для больных в России было привлечено внимание российской и мировой общественности.
Ход судебного разбирательства освещался средствами массовой информации, в защиту врача собирались подписи под петицией министру здравоохранения. В защиту А. П. Хориняк выступали российские и международные организации паллиативной помощи, правозащитные организации — Human Rights Watch, Всемирный альянс паллиативной помощи, Европейская ассоциация паллиативной помощи. В письме генеральному прокурору Российской Федерации Human Rights Watch назвал «применение уголовных санкций в данном случае избыточным и чреватым нарушением международных норм о правах человека».

Бывший глава Центра Всемирной организации здравоохранения по паллиативной помощи профессор Роберт Твайкросс отмечал: 
«Спустя 30 лет после первого издания Руководящих принципов ВОЗ для облегчения боли при злокачественных новообразованиях и более чем через 25 лет с момента публикации второго издания Руководства по лечению боли при раке на русском языке, ситуация в России в этом отношении остаётся ужасно отсталой, в результате чего ежегодно тысячи граждан продолжают умирать ужасной смертью, и страдания эти можно предотвратить. Это преступление против человечности, которое должно быть исправлено без промедления!»
 «Зеркалом положения медицины в стране» назвала «Дело Хориняк» газета «Аргументы и факты», «Делом о боли мирового масштаба» — «Новая газета», «ударом по клятве Гиппократа» — «Право. Ru». Процесс называли кафкианским и знаковым, расценивали его как «лакмусовый индикатор, вскрывший наличие огромного пласта проблем».
В 2014 году А. П. Хориняк возглавила рейтинг «Женщины года» по версии журнала «Forbes». В том же году врач награждена премией газеты «The Moscow Times» в номинации «Персональная социальная ответственность» (англ. Moscow Times Awards — англ. Humanitarian of the Year), которой отмечаются признанные международным сообществом достижения россиян.

## Изменения в законодательстве
Дело Хориняк должно бы стать делом против Минздрава, против чиновников, пишущих бесчеловечные инструкции,
 и против тех, кто ответственен
 за лекарственное обеспечение.
«Human Rights Watch» расценил как «невероятный прорыв» появившийся в результате «Дела Хориняк» и других получивших широкую огласку подобных сюжетов приказ Минздрава России № 1175н, вносящий либерализацию в порядок назначения и выписывания лекарственных препаратов, вступивший в силу в июле 2013 года.
В Государственной думе был вынесен на рассмотрение Законопроект № 454266-6 «О внесении изменений в Федеральный закон „О наркотических средствах и психотропных веществах“ (в части установления приоритетности доступа медицинской помощи больным, нуждающимся в обезболивании наркотическими и психотропными лекарственными препаратами)», назначенный к утверждению во втором чтении в декабре 2014 года.
23 января 2015 года Государственной думой РФ принят новый закон, облегчающий получение больными обезболивания, СМИ называют его «законом Апанасенко-Хориняк». Закон вступил в силу 1 июля 2015 года.

## Комментарии
1. ↑  Рецепты были выписаны на сумму 286 рублей (цена на момент событий — апрель 2009 года). Половину расходов на покупку препарата взяла на себя А. П. Хориняк[16][17].
2. ↑  В их числе самоубийство контр-адмирала В. М. Апанасенко, совершённое из-за невозможности  своевременно получить обезболивающие препараты ни на бесплатной, ни на платной основе[52].